# Belmonte de Campos
Pour les articles homonymes, voir Belmonte.
Belmonte de Campos est une commune espagnole de la province de Palencia, dans la communauté autonome de Castille-et-León.

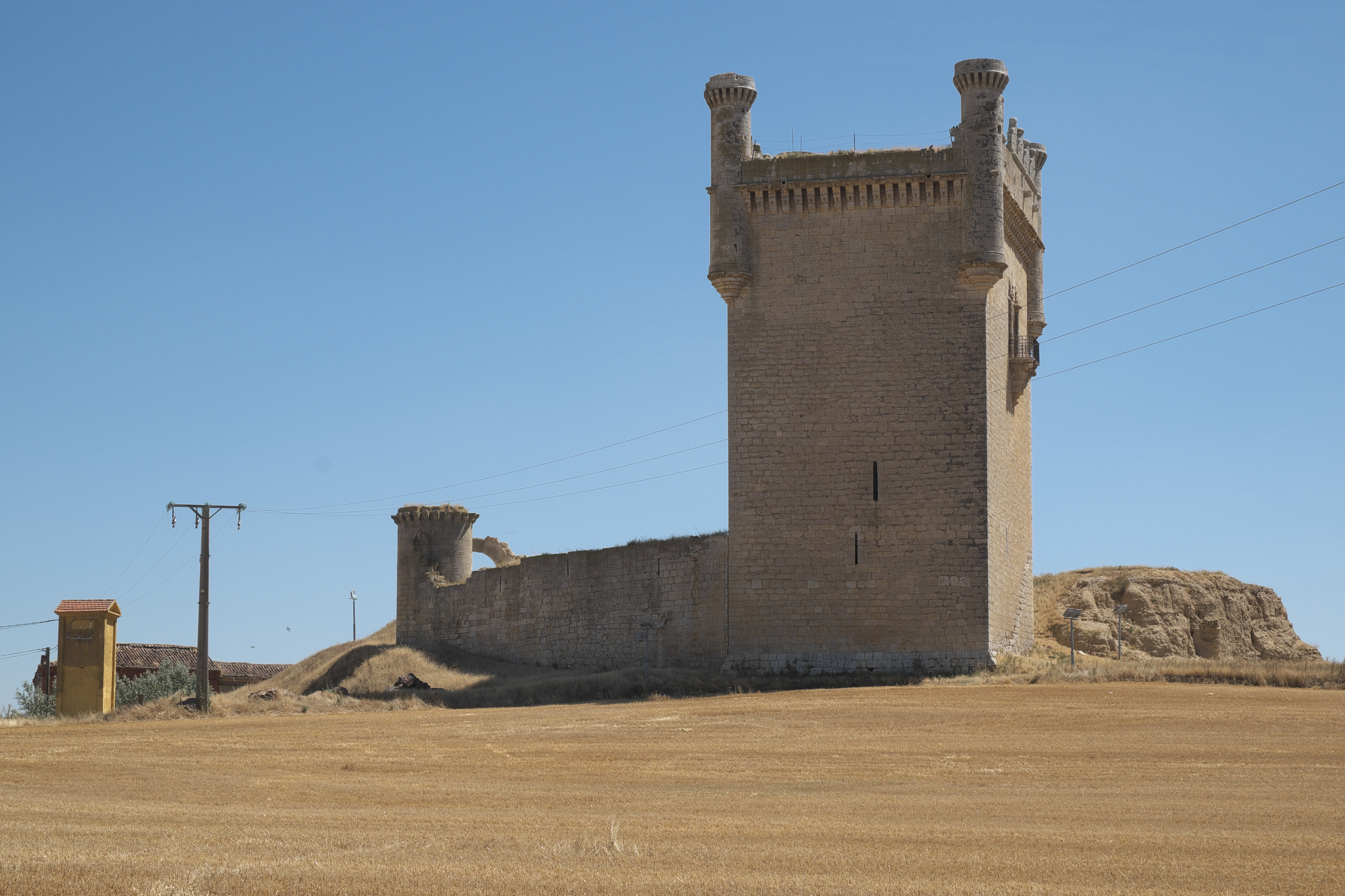
Le château.